# Hrehory Hrynkowicz Wołłowicz
Hrehory Hrynkowicz Wołłowicz (Grzegorz Wołłowicz), białorus. Рыгор Валовіч; zm. na początku 1586 r.) – przedstawiciel litewskiej magnaterii z rodu Wołłowiczów, syn Hrynki Chodkiewicza Wołłowicza, brat Bohdana, Łukasza, Iwana; marszałek hospodarski (1558–1565), kasztelan nowogródzki od 1566 r., starosta słonimski (1560–1584).
Na sejmie bielskim 1564 roku był świadkiem wydania przywileju bielskiego przez króla Zygmunta II Augusta. Podpisał unię  lubelską 1569 roku. 
Znany z udziału w sejmiku w Rudnikach we wrześniu 1572 r. podczas pierwszego bezkrólewia, gdzie, podobnie jak pozostali uczestniczący w zjeździe senatorowie prawosławni, opowiedział się przeciw kandydaturze Iwana Groźnego na tron polski. W czasie elekcji Stefana Batorego opowiadał się za kandydaturą Maksymiliana Habsburga.

## Literatura
- Анатоль Грыцкевіч, Вялікае Княства Літоўскае (encyklopedia)